# میکی یاناگی
میکی یاناگی (انگلیسی: Miki Yanagi؛ زادهٔ ۲۴ اوت ۱۹۹۷) بازیگر، مدل (شخص) اهل ژاپن است. وی از سال ۲۰۱۶ میلادی تاکنون مشغول فعالیت بوده‌است.